# Brett Eldredge
Brett Ryan Eldredge (Paris, 23 marzo 1986) è un cantautore statunitense.
Associato dal 2010 alla Atlantic Nashville, ha debuttato con il singolo Raymond nel settembre 2010.

## Discografia

### Album in studio
- 2013 - Bring You Back
- 2015 - Illinois
- 2016 - Glow
- 2017 - Brett Eldredge
- 2020 - Sunday Drive

### Singoli
- 2010 - Raymond
- 2011 - It Ain't Gotta Be Love
- 2012 - Don't Ya
- 2013 - Beat of the Music
- 2014 - Mean to Me
- 2015 - Lose My Mind
- 2015 - Drunk on Your Love
- 2016 - Wanna Be That Song
- 2017 - Somethin' I'm Good At
- 2017 - The Long Way
- 2020 - Gabrielle